# Steatomys parvus
Steatomys parvus és una espècie de mamífer rosegador de la família dels nesòmids. Viu a Angola, Botswana, Etiòpia, Kenya, Moçambic, Namíbia, el Sudan del Sud, Tanzània, Uganda, Zàmbia i Zimbàbue. Els seus hàbitats naturals són els herbassars i les sabanes seques. És una espècie en risc mínim, és a dir, no sembla que hi hagi cap amenaça significativa per a la seva supervivència. El seu nom específic, parvus, significa ‘petit’ en llatí.